# Мария Лаура Бельгийская
Её Императорское и Королевское Высочество принцесса Мария Лаура (фр. Maria Laura Zita Beatrix Gerhard ; род. 3 июня 1988 года, Волюве-Сен-Ламбер, Брюссель, Бельгия) — принцесса Бельгийская, старшая дочь принцессы Астрид Бельгийской и эрцгерцога Лоренца Австрийского-Эсте. Вторая из пяти детей в семье. В настоящее время является седьмой в наследовании бельгийского трона.

## Происхождение
У Марии Лауры есть два брата, старший брат, принц Амедео (род. 1986) и младший брат, принц Йоахим (род. 1991), и две младшие сестры:  принцесса Луиза Мария (род. 1995) и принцесса Летиция Мария (род. 2003).
Муж - Уильям Исви. Сын - Альберт Исви (род. 26 января 2025)

## Образование
Когда в 1993 году семья вернулась из Швейцарии в Бельгию, Мария Лаура пошла в брюссельский колледж Sint-Jan Berchman, где проходили обучение другие дети королевской семьи. Однако своё среднее образование получила в Международной школе Сент-Джонс в бельгийском Ватерлоо. Принцесса Мария Лаура изучала китайский язык, и даже провела 2 года обучения в Китае, после чего в 2008 году поступила в Национальный институт языков и восточных цивилизаций (фр. Institut national des langues et civilisations orientales) в Париже, где учится по сей день. Принцесса свободно говорит на трёх языках Бельгии: французском, голландском и немецком.

## Упоминания в прессе
9 сентября 2005 года, Мария Лаура вместе с шестью другими студентами ехала домой из Международной школы Сент-Джонс в Ватерлоо, когда автобус столкнулся с тремя автомобилями и перевернулся несколько раз. Всем студентам удалось спастись до того, как автобус загорелся. Мария Лаура не пострадала, но была доставлена в больницу для обследования, и через несколько часов вернулась домой.